# Conchess
Conchess war der Markenname von Schachcomputern, die ab 1981 durch die Münchener Firma Consumenta von Peter-Ingolf Genicke und Klaus Heyne entwickelt wurden. Die Software stammte von dem schwedischen Programmierer Ulf Rathsman. Gefertigt wurden die Geräte bei Wallharn Electronics, einer Fabrik für HiFi-Equipment in Irland. Consumenta war auf diesem Markt nicht unbekannt, denn bis Anfang der 1980er Jahre hatte diese Firma den Vertrieb von Schachcomputern der Firma Fidelity Electronics übernommen.

## Eigenschaften
Der Markenname „Conchess“ setzt sich aus Consumenta und Chess zusammen. 1982 kamen drei Schachcomputer dieser Serie auf den Markt: Escorter (598 DM) mit einem Kunststoffgehäuse von 30 × 30 cm, Ambassador (798 DM) mit einem 40 × 40 cm großen Holzbrett und Monarch (998 DM) mit einem turniergroßen Holzbrett.
Die Elektronik war jeweils komplett im Inneren des Gerätes untergebracht. Technisch waren die drei Modelle identisch:
- Markteinführung: 1982
- Zugeingabe: Magnetsensoren
- Zugzurücknahme: ja
- Zugausgabe: 64 LEDs
- Zugvorschläge: ja
- Farbwechsel: ja
- Akustik: Tonsignale
- Programmgröße: 24 KByte
- Prozessor 6502 mit 2 MHz
- Schachuhr: nein
- Zufallsgenerator: abschaltbar
- Stromversorgung: Netz
- Modulares System mit zwei Schächten

Das Modulsystem konnte durch Einsatz eines zweiten Moduls mit zusätzlichem Prozessor betrieben werden. Dadurch war ein echtes Multiprocessing möglich. Ein solches Modul wurde 1982 bereits erprobt, kam jedoch wegen des Konkurses der Firma Consumenta nicht mehr auf den Markt. Das Grundmodul war für die Positionsbewertung zuständig und das zweite sollte eine reine Materialbewertung durchführen. Das Programm von Ulf Rathsman war konkurrenzfähig. Conchess kannte sämtliche Remisregeln, verfügte über eine Mattsuchstufe, beherrschte die Unterverwandlung und man konnte eine gespielte Partie beliebig zurück- und wieder vorspielen. Nur die Eröffnungsbibliothek war mit nur 300 Halbzügen klein.

## Erfolge der späteren Modelle
Im Jahr 1983 wurde der Vertrieb der Conchess-Geräte von der Firma Loproc GmbH übernommen. 1984 belegte Princhess X, eins von insgesamt drei teilnehmenden Programmen von Ulf Rathsman, den mit Psion Chess geteilten ersten Platz bei der 4. Mikrocomputer-Weltmeisterschaft in Glasgow. Diese Version wurde als Ergänzungskassette P zum Preis von 298 DM auf den Markt gebracht. Später erschienen weitere Module S (für Speed, Taktfrequenz 3,2 MHz) und T (für Topspeed, Taktfrequenz 5,5 MHz). 1985 nahm Ulf Rathsman mit seiner neuesten Programmversion Princhess 6 an der 5. Mikrocomputerweltmeisterschaft in Amsterdam teil und belegte hinter drei teilnehmenden Mephisto-Geräten den 2. Platz der Programmierer-Wertung. Dieses mit 8 MHz getaktete Programm wurde als Conchess T8 vermarktet und war das letzte Modell der Reihe.